# Quarrel
Quarrel est un personnage de James Bond.
Il est natif des îles Caïmans résidant dorénavant en Jamaïque. James Bond le rencontre pour la première fois dans le roman Vivre et laisser mourir. Quarrel est une aide précieuse pour James Bond, tant par sa connaissance de la flore et de la faune des Caraïbes que pour son expérience concernant la chasse et la pêche dans ces régions. Il assurera l'entraînement physique de James Bond avant son expédition à la nage jusqu'à l'île de Mr BIG.
Il est à nouveau présent dans le roman Docteur No où il assure les mêmes fonctions. Il est tué par les hommes de main du docteur No, lors de leur expédition sur l'île où réside le savant fou.
Il est interpreté par l'acteur américain John Kitzmiller. 